# Jodi Kantor
Jodi Kantor (Nova Iorque, 21 de abril de 1975) é uma jornalista norte-americana. Em 2018, apareceu na lista de 100 pessoas mais influentes do ano pela Time. No mesmo ano, ganhouo Prêmio Pulitzer de Serviço Público.